# NGC 1269
NGC 1269 é uma galáxia espiral barrada (SB0-a) localizada na direcção da constelação de Eridanus. Possui uma declinação de -41° 06' 26" e uma ascensão recta de 3 horas, 17 minutos e 18,3 segundos.
A galáxia NGC 1269 foi descoberta em 2 de Setembro de 1826 por James Dunlop.